# John Gates

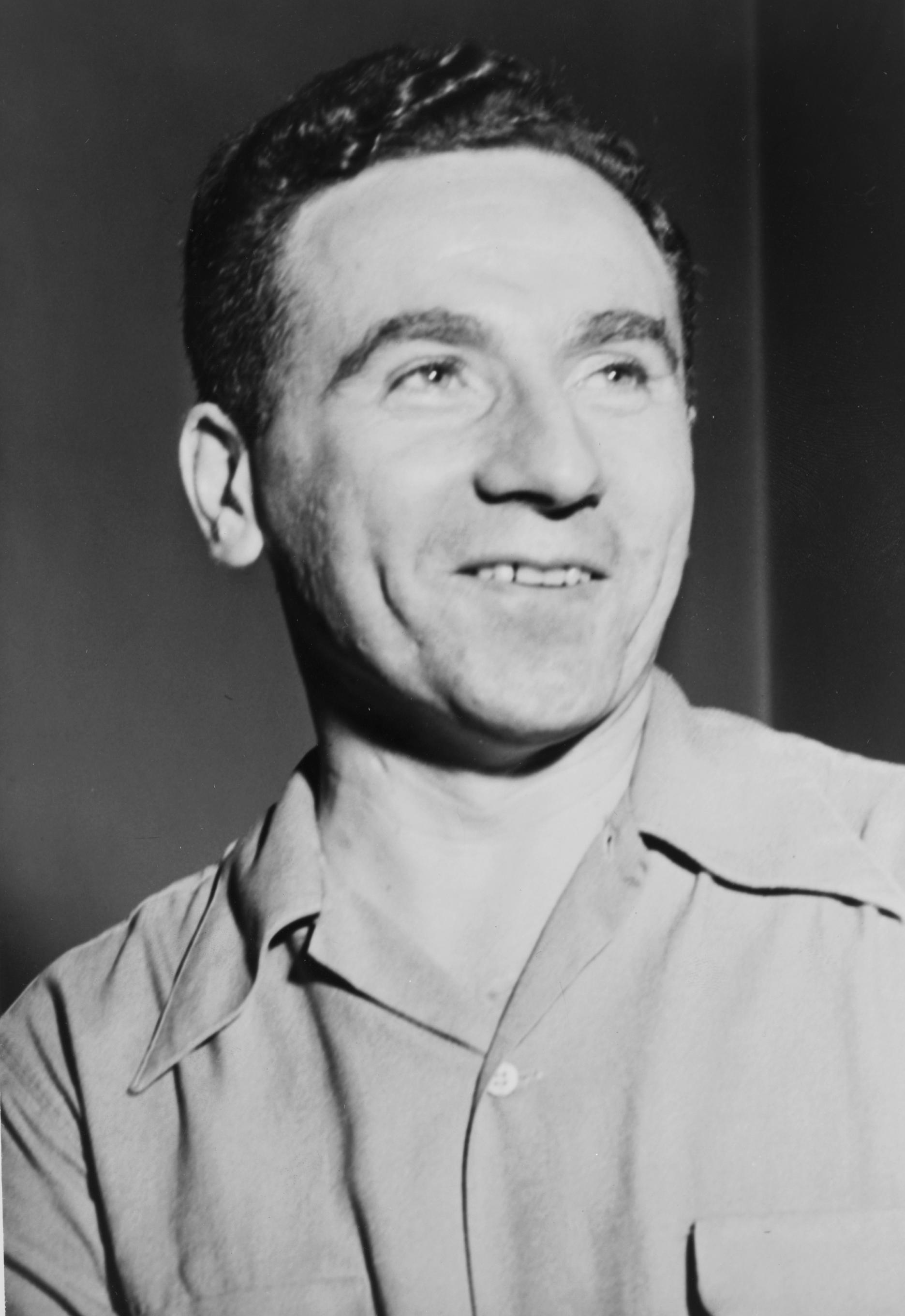
John Gates en foto de 1948

John "Johnny" Gates, nacido Solomon Regenstreif (Nueva York, 1913 - Miami Beach, Florida, 1992), fue un político estadounidense de origen judío, integrante del Partido Comunista de los Estados Unidos y recordado por haber intentado una liberalización del mismo en 1957 tras la muerte de Stalin en la URSS, coincidiendo con la época del Deshielo de Jrushchov

## Biografía
Solomon Regenstreif nació en 1913 en la ciudad de Nueva York, hijo de inmigrantes de etnia judía provenientes de Polonia. Abandonó sus estudios para dedicarse desde la adolescencia al activismo político, primeramente en favor del caso judicial de los Scottsboro boys y luego con los obreros desempleados de Ohio y afiliándose luego al Partido Comunista de los Estados Unidos (CPUSA) durante los años de la Gran Depresión.
Ya militante del CPUSA, Regenstreif adoptó el nombre de John Gates y en 1936 partió a combatir en la guerra civil española como integrante de la Brigada Abraham Lincoln, ascendiendo a comisario político en marzo de 1938, con apenas 24 años de edad, ganando fama de severidad excesiva, al punto de haber ordenado el fusilamiento de un soldado, Paul White, que había desertado de su posición pero volvió a ella tras arrepentirse. Este caso generó gran polémica entre los mandos de la Brigada Lincoln y motivó que no ocurrieran más ejecuciones en ella.
Tras la retirada de la Brigada Lincoln de España, Gates participó en la rama juvenil del CPUSA y tras el Ataque de Pearl Harbour se enlistó en el ejército de Estados Unidos con el nombre de Wallace. Tras volver de la contienda, en 1948 fue señalado como "destacado comunista...dedicado a derrocar al gobierno de EE.UU. por la fuerza" y en tal sentido fue sometido a proceso judicial en el contexto de la Guerra Fría conforme a la "Ley de Registro de Extranjeros" o "Smith Act" de 1940, siendo condenado a cinco años de cárcel. Tras ser liberado en 1955, Gates retornó a sus actividades en el CPUSA y actuó como director del Daily Worker, periódico oficial del partido. En esta fase, Gates tuvo noticias directas del Deshielo de Jrushchov ocurrido tras la muerta de Stalin en la URSS y pudo apreciar la liberalización política soviética así como las condenas oficiales al estalinismo. 
Ante este cambio, Gates se tornó partidario de Jrushchov y se opuso a la intervención soviética en Hungría en 1956, lo cual le enfrentó a los líderes conservadores del CPUSA; más todavía cuando tras las persecuciones del macarthismo, el CPUSA enfrentaba un descenso de militantes obreros e intelectuales como consecuencia de los sucesos de Hungría. La jefatura del CPUSA, al mando de Eugene Dennis, suspendió la publicación del Daily Worker en diciembre de 1957 como medio de silenciar a Gates, y al mes siguiente éste renunció al CPUSA al declarar que el partido "cesó de ser una fuerza por la democracia, la paz y el socialismo". Gates empezó a escribir sus memorias y postulando que los fracasos del CPUSA ocurrieron por su incapacidad para actuar independientemente de la URSS, lo cual influyó en su decisión de dimitir aunque sin renunciar al socialismo. 
Tras este episodio, Gates volvió al mundo del sindicalismo como asesor en cuestiones de seguridad social, retirándose en 1987. Murió en Miami el 23 de mayo de 1992.